# Палочковиды коленчатоусые
Палочковиды коленчатоусые (лат. Berytidae) — семейство насекомых из отряда полужесткокрылых, насчитывающее около 170 видов из 36 родов. В Европе насчитается 40 видов.

## Описание
Усики коленчатые. Голова с поперечной бороздкой. Тело узкое, ноги длинные. Обитает преимущественно в умеренных климатических зонах.